# Voce - Socialdemocrazia
Voce – Socialdemocrazia (in slovacco: Hlas – sociálna demokracia, HLAS–SD) è un partito politico slovacco di orientamento social-democratico. Fondato il 29 giugno 2020 e registrato ufficialmente dal Ministero dell'Interno in data 11 settembre 2020, si caratterizza per posizioni populiste e si colloca come un "partito pigliatutto".
La presidenza del partito e la maggior parte dei suoi membri sono fuoriusciti dal partito nazional-populista di sinistra Direzione - Socialdemocrazia (SMER–SD). Leader e presidente del partito è l'ex primo ministro della Slovacchia ed ex vice-presidente di SMER–SD Peter Pellegrini.

## Storia
Al momento della sua fondazione nel 2020 il partito vantava già il 16% dei consensi elettorali. A ottobre 2020 divenne il partito più quotato nei sondaggi in vista delle future elezioni parlamentari slovacche. A novembre 2021 si manteneva in testa ai sondaggi conquistando il 20% dell'elettorato.
Dopo l'incontro di Pellegrini con il cancelliere tedesco Olaf Scholz nel marzo 2023, alcuni videro uno spostamento di favori del Partito del Socialismo Europeo (PSE) dal più radicale SMER–SD verso Hlas-SD. Ciononostante, a ottobre 2023 il PSE ha sospeso sia HLAS che SMER a seguito della sottoscrizione di un memorandum d'intesa volto alla creazione di un governo di coalizione da parte dei due partiti e SNS, che il PSE definisce un "partito di estrema destra".

## Risultati elettorali
| Elezione          | Voti    | %     | Seggi    | Posizione   |
| ----------------- | ------- | ----- | -------- | ----------- |
| Parlamentari 2023 | 436.415 | 14,70 | 27 / 150 | Maggioranza |
| Europee 2024      | 106 076 | 7,18  | 1 / 15   | -           |